# Pszczoła robotnica

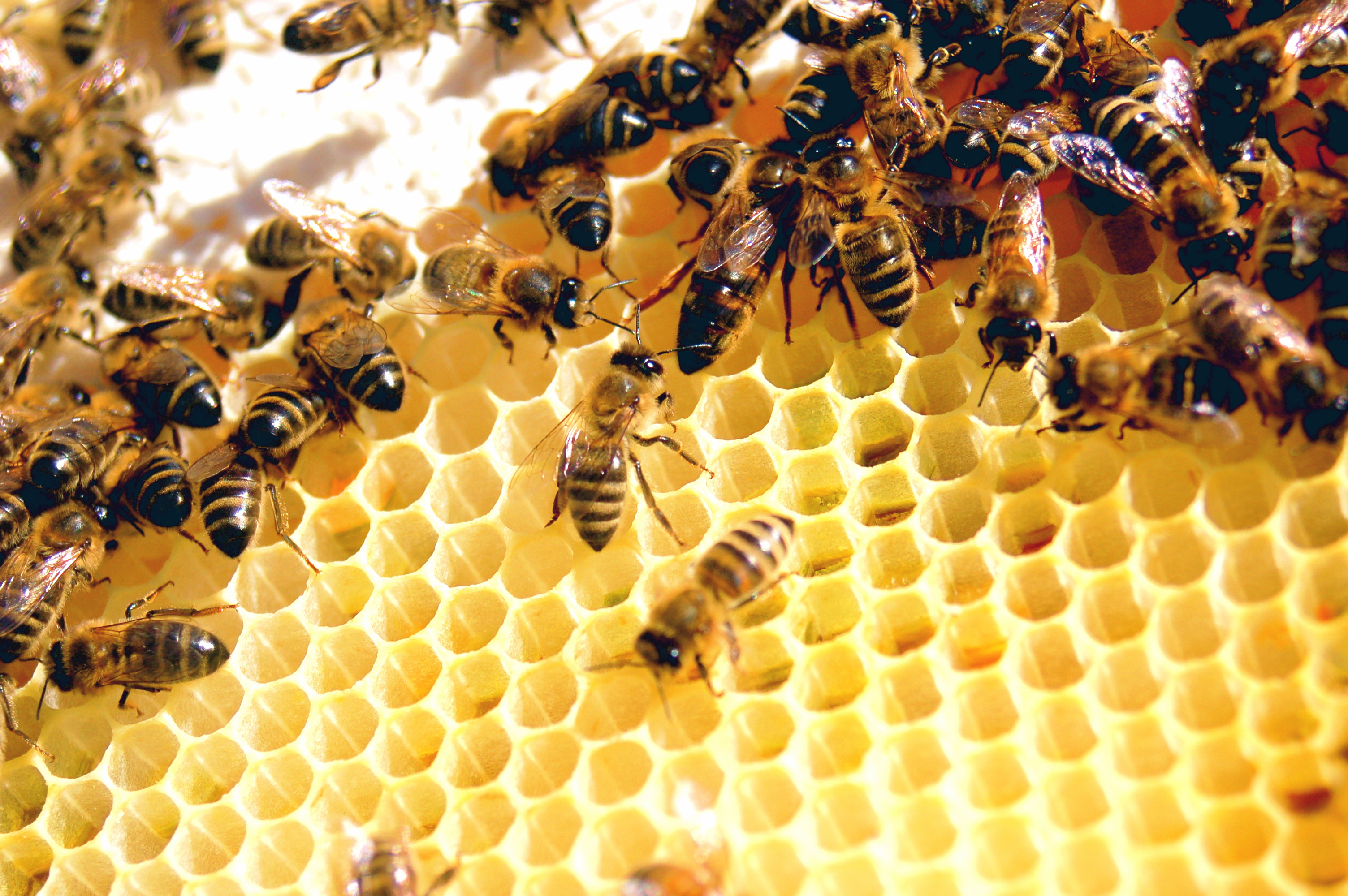
Pszczoły robotnice (z królową)

Pszczoła robotnica – samica pszczela o uwstecznionych narządach rozrodczych, przystosowana do wykonywania prac na rzecz rodziny pszczelej. Jest jednym z przykładów robotnic występujących w koloniach społecznych błonkówek.

## Budowa
Do ważnych narządów pszczoły robotnicy należą: gruczoły gardzielowe, gruczoły woskowe oraz odnóża przystosowane do zbierania i przenoszenia pyłku kwiatowego. Długość ciała wynosi 12–15 mm, masa 90–130 mg.

## Charakterystyka
Robotnice są nieodzowne do istnienia rodziny pszczelej. W zasadzie każda robotnica jest zdolna do wykonywania każdej pracy, z tym jednak zastrzeżeniem, że podjęcie niektórych z nich wymaga osiągnięcia przez nie pewnego wieku lub określonego stanu fizjologicznego. Po wyjściu z komórki młode pszczoły robotnice zajmują się czyszczeniem komórek plastrów. Po ok. 4 dniu życia zajmują się karmieniem larw pszczelich. Jedzą w tym czasie duże ilości pyłku, dzięki czemu rozwijają się ich gruczoły gardzielowe i w wieku 6–7 dni rozpoczyna się u nich wydzielanie mleczka pszczelego.
W wieku ok. 8–15 dni pszczoła po raz pierwszy opuszcza ul, aby odbyć pierwszy oblot. Wtedy u robotnicy zaczynają być aktywne gruczoły woskowe i pszczoła zajmuje się wydzielaniem wosku, budową plastrów, ubijaniem pyłku, przyjmowaniem od zbieraczek przyniesionego przez nie nektaru, zasklepianiem komórek z miodem i czerwiem. W podobnym wieku inne pszczoły robotnice zajmują się pilnowaniem ula przed pszczołami z innych rodzin oraz innymi intruzami.
Najstarsze w rodzinie pszczoły robotnice zajmują się zbieraniem poza ulem nektaru, pyłku, wody, kitu pszczelego (propolisu). Pszczoły pozostają zbieraczkami do końca życia, tj. 1–3 tygodnie, zależnie od intensywności wykonywanej pracy. Podział pracy związany jest z ryzykiem, jakie ponoszą pszczoły. Najbardziej ryzykowne jest wylatywanie z ula i zbieranie pożytku, więc to zadanie wykonują starsze pszczoły. Latem robotnice żyją ok. 38 dni, ponieważ intensywnie pracują. Robotnice, które wylęgną się jesienią, zimują w ulu i żyją 6 miesięcy, aby na wiosnę móc zapoczątkować rozwój rodziny pszczelej.